# Глинщина (Черниговская область)
Глинщина (укр. Глинщина) — село в Прилукском районе Черниговской области Украины. Население — 73 человека. Занимает площадь 0,151 км². Расположено на реке Ставка
Код КОАТУУ: 7424180902. Почтовый индекс: 17582. Телефонный код: +380 4637.

## География
Расстояние до районного центра:Прилуки : (9 км.), до областного центра:Чернигов ( 132 км. ), до столицы:Киев ( 132 км. ). Ближайшие населенные пункты: Онищенков, Богдановка и Стасевщина 1 км, Даньковка 2 км.
Расположено на реке Ставка. 

## Власть
Орган местного самоуправления — Богдановский сельский совет. Почтовый адрес: 17582, Черниговская обл., Прилукский р-н, с. Богдановка, ул. Михайловская, 13а.